# Dicronychus consentaneus
Dicronychus consentaneus là một loài bọ cánh cứng trong họ Elateridae. Loài này được Kollar miêu tả khoa học năm 1848.